# 問題解決
問題解決（もんだいかいけつ、英: problem solving）とは、問題を解決する、すなわち解を発見することであり、思考の一部分である。すべての知的な機能の中で最も複雑な思考であり、高次元の要求の認識と定義されている。それには、より筋道の立った手順及び基礎的な知識の操作、調節が必要となる。
問題解決は、生命体または人工知能のシステムが、与えられた状態（given state）から、望む目標 (goal) に到達しようとするときに生じる。進み方の知識をもち合わせていない未解決の問題は、新たに道すじを作る（解く）必要がある。
問題の発見と問題の形成を含む大きな問題処理のうちの一部分をなす。

## 概要
人間の問題解決は心理学者によって過去1世紀以上研究されてきた。問題解決にはいくつかの方法がある、例えば、内観、行動主義、シミュレーション、コンピュータ・シミュレーション、そして実験である。
実験は、ドイツのゲシュタルト心理学派（例えば Duncker 1935）による初期の研究に始まり、1960年から1970年初期まで続いた。問題解決の研究では、よく比較的単純な実験室での問題を扱った。“X線問題”(Duncker) や“円盤問題”（Ewert and Lambert 1932, 後にハノイの塔として知られる）などである。単純で目新しい仕事を選んだ理由は、それらにははっきりと定まる最適な解があること、比較的短い時間で解決可能であること、研究者たちが被験者の問題解決の過程をたどることが可能であること、などである。
研究者たちは基本的な仮定をした。
- ハノイの塔などの簡単な仕事は、実世界の問題の主な性質を内在させている。
- 単純な問題を解決しようとする被験者の認識過程は、実世界の問題を解決するときに携わる過程の典型である。

研究者たちは便宜的な理由によって単純な問題を用いたが、より複雑な問題も解決可能にする一般化を考えた。この類の研究における著名で印象的な例は、Newell and Simon (1972) だろう。しかし、問題を課題に切りかえて、問題を課題を実現するための一条件としてとらえ、その課題において上位目的を確認する「知識から知恵を創りだす方法」によりその課題を実現すると、更に広い視野からの、問題解決ができるようになる。そして、時には元の問題がなくなってしまうことがある。また、この方法により、従来の問題解決がまた次の問題を生む、いわゆる「問題解決がまた新しい問題を呼ぶのモグラたたきの現象」を防止できるようになる

## 歴史
現代的な問題解決の歴史は、1970年代に始まった。研究者は、経験主義的な事実と単純な研究所の仕事から得られた理論的な概念は、必ずしも多くの複雑な問題（現実の問題）にまで広められないという確信を強くしていった。さらに悪いことに、異なった分野においては創造的な問題解決の基礎となっているやり方はお互い違っていたという (Sternberg, 1995)。
これらの認識においても、北アメリカとヨーロッパでは異なった反応が導かれた。

## アメリカ合衆国とカナダの研究
北アメリカで、ハーバート・サイモンの研究によって始められる。研究者は、異なる自然な知識分野を切り分けての問題解決について調査をした。
以下は、北アメリカにおいて、特に注目をあびた様々な分野の領域である。
- 読み (Reading) (Stanovich & Cunningham, 1991)
- 書き (Writing) (Bryson, Bereiter, Scardamalia & Joram, 1991)
- 計算 (Calculation) (Sokol & McCloskey, 1991)
- 政治的意思決定 (Political decision making) (Voss, Wolfe, Lawrence & Engle, 1991)
- 管理の問題解決 (Managerial problem solving) (Wagner, 1991)
- 弁護士の推論 (Lawyers' reasoning) (Amsel, Langer & Loutzenhiser, 1991)
- 機械的な問題解決 (Mechanical problem solving) (Hegarty, 1991)
- エレクトロニクスにおいての問題解決 (Problem solving in electronics) (Lesgold & Lajoie, 1991)
- コンピュータ・スキル (Computer skills) (Kay, 1991)
- ゲームをする (Game playing) (Frensch & Sternberg, 1991)
- 個人の問題解決 (Personal problem solving) (Heppner & Krauskopf, 1987)
- 数学の問題解決 (Mathematical problem solving) (Polya, 1945; Schoenfeld, 1985)
- 社会的な問題解決 (Social problem solving) (D'Zurilla & Goldfreid, 1971; D'Zurilla & Nezu, 1982)

## ヨーロッパ諸国
ヨーロッパでは、二つのアプローチがあり、イギリスの Donald Broadbent とドイツの Dietrich Dörner が有名である。

## 困難な問題の特徴
デートリッヒ・デルナー (Dietrich Dörner) によって解明され、後にジョーキン・フンケ (Joachim Funke) によって詳細が述べられた。難しい問題には典型的な特徴があり、以下のように要約される。
- 不透明性 （状態の明快さの欠如）
  - 開始不透明
  - 継続不透明
- ポリテリー (Polytely)（多くの目標）
  - 無表情
  - 反対
  - 無常さ
- 複雑さ（多数の項目、相互関係、決定）
  - 可算性
  - 接続性（社会階層性関係、コミュニケーション関係、アロケーション関係）
  - 異質
- ダイナミクス（時間を考慮した）
  - 時間的な制約
  - 世俗的な敏感さ
  - 位相効果
  - ダイナミックな予知不可能さ

難しい問題の解決は、問題に遭遇したそれぞれの特色に応じて直接取り組んで行くことが必要である。

## 問題解決の方法例
- 山登り法： すべてのステップにおいてゴールの状況に近づく試み。最初の状態からゴール状態まで到着するプロセスに基づき、代替的なゴールを設定することを必要とする。
- 手段の目的解決 (Means-end analysis)
- ゴールからの逆行 (Working backward = working backward from the goal)
- 試行錯誤 (trial and error)
- ブレインストーミング
- 形態上のボックス (Morphological box)
- 対象焦点法 (Method of focal objects)
- 水平思考 (Lateral thinking)
- 書籍『How to Solve It』に示された著者 George Pólya の手法
- 研究： 他の人たちが問題（またそれに関連した問題）について何を書いたか検討する。
- 仮説の逆転： 問題についての仮定を書き留め、次にそれをすべてを逆にする仮定の逆利きを行う。
- 類似性： 似たような問題が（たとえ異なった分野においても）以前に解決されていたか?
- 仮説検定： 問題に考えられる解釈を仮定して、仮定を証明しようとすること。
- 制約条件試験： 本当にそれは存在しないと制約して仮定してしまっている。
- 時間をもっととる： 時間のプレッシャーをなくす。
- 放置 (Incubation)： 問題の詳細をいったん心に留めておき、それにこだわるのをやめる。潜在意識の心は問題上で機能し続ける。そして、他に何かをしている間に、ふと解決法が思い浮かぶ可能性がある。
- 問題の1つ以上の抽象的なモデルの構築を書き出す。
- 問題が解決できなかったことを証明する。それを解決することができなかった場合、ここが新たな出発点となる。
- 友人あるいはオンラインの問題解決サイトから助けを得る[3]。
- 根本原因解析 (RCA)
- 風のトンネル (Wind Tunnel)： ウィン・ウェンガーによって開発された問題に対して理論的な制約を超えた新しい洞察を模索するソクラテス方式に基づく。
- ロリー・オコーナー (Rory O'Connor's) の Inner Vision Deck： 隠喩的思考（metaphorical thinking）と仮定の突破（assumption breaking）のソクラテス方式の結合。
- Breakthrough Thinking-ブレイクスルー思考。
- 知識から知恵を創りだす方法による問題解決の方法[4]
- 分割統治法：大きな問題を小さな問題に切り分けて1つずつ解決する。
- 発散型思考と収束型思考[5]
- 発明的問題解決理論(TRIZ)[6]
- PDCAサイクル
- コンセプトマップ[7]
- エスノグラフィー

これらは、創造的技術（Creativity techniques）とも呼ばれる。